# Кабили
Кабили (по арап. Габаил) берберска су етничка група која живи у Кабилији, области Алжирa која је по њима добила име. Након Шиљха у Мароку представљају другу по важности од свих берберских етничких група.
Бербери говоре кабилским језиком, а има их преко 1,7 милиона (1 мил. у Алжиру и 700.000 у Тунису).

## Историја
Кабили су познати као оснивачи Фатимидске династије која је владала Северном Африком у средњем веку. Када су освојили Египат, Фатимиди су власт над Магребом препустили локалној кабилској династији Зиридима, која се пак распала, па су власт над Кабилијом и Кабилима имали Хамадиди. Након османског освајања Алжира, Кабили су, користећи неприступачност планинског терена, чували своју де факто независност све до француског освајања у 19. веку, коме се одупрла легендарна Фатма н'Сумер. Кабилци су своју слободољубивост показали и за време алжирског рата за независност, учествујући у ФЛН-у. Након независности Алжира Кабили су дошли у сукоб са централном владом, који је ескалирао у тзв. Берберско пролеће 1980. године. Кабили данас траже већу аутономију те равноправан положај кабилског језика у односу на службени арапски.

## Кабилија
Кабилија је област у северном делу Алжира, густо насељена Кабилима.
Земљиште је планинско (до 2.308 m), делом пошумљено и богато воденим токовима. Кабилија је богата гвозденом, оловном и бакарном рудом.
Главни земљораднички производи су: 
- пшеница,
- маслине,
- средоземно воће,
- грожђе.